# 低音雙簧管

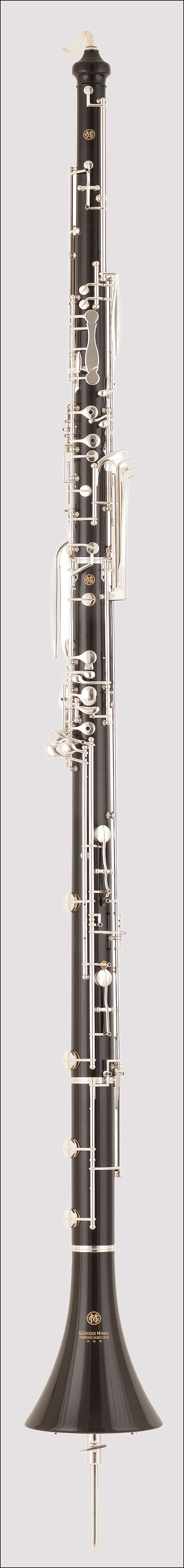
Bass oboe (Gebr. Mönnig)

低音雙簧管(Bass Oboe，歐洲則多稱為 Baritone Oboe)是由雙簧管所改良而產生的變種樂器，屬於雙簧類的木管樂器。1889年由法國的樂器製造家洛雷（François Lorée (1835-1902)）所研發出來，用以擴展雙簧管家族的低音音域。最初稱為 Hautbois baryton (直譯：上中音雙簧管)，傳至英國後，英國作曲家將這件樂器稱為 bass oboe，即現時的譯法。
低音雙簧管和另一款木管樂器赫格管有極多相似的地方，由於大家的音域幾乎相近，因此兩款樂器有時會互相使用。

## 外貌
由於低音雙簧管是參考雙簧管的外形而改良，所以相比赫格管來說，它的管身較窄，而外觀亦較為瘦長。整體重量亦比赫格管為輕，所以底部的喇叭口並不需要加裝金屬腳棒作支撐，演奏時樂手可將樂器提起，或如巴松管般，用扣帶將樂器固定好，但因應樂器的長度，樂手如在樂隊演奏時，座椅須稍作塾高。而喇叭口底部亦裝有保護邊，讓樂手可在不需使用時能在樂器架上豎好。它與英國管都有啤梨型的喇叭口，長度差不多是雙簧管的兩倍。
低音雙簧管同樣需使用吹管（bocal）連接簧片及管身，吹管扭成如問號（?）的形態，下部份稍為離開吹奏者，固定簧片的上部份則靠近吹奏者。至於低音雙簧管的指法，是和雙簧管是完全一樣，而按鍵位及排列方法和雙簧管亦相同。

## 音色
低音雙簧管保留了不少雙簧管的音色特徵，吹奏出來的聲音低沉而豐厚，但保留一份柔和的感覺，而非赫格管那種突出的聲音。

## 記譜法
低音雙簧管使用高音譜號，實際吹奏出來的音比樂譜所標示的低一個八度。屬於移調樂器。

## 音域
幾乎和赫格管相同。但低音雙簧管的最低音為B2，較赫格管少一個全音。有些型號可以配上附加的駁管，能令音域伸延至B♭2。不過仍然比赫格管少一個半音。

## 在樂隊上的運用
低音雙簧管是法國人的發明，但最先引起作曲家注意的，卻是英國人戴流士。當時他正值於法國，第一次認識這件新樂器便被吸引，回英後，他開始推廣這件樂器，並在自己的作品中大量加入，包括《生命彌撒曲》、《舞蹈狂想曲》、《巴黎夜曲》、《安魂曲》等。亦陸續令到其他英國作家曲開始撰寫低音雙簧管的音樂。如霍爾斯特的《行星組曲》、巴克斯的《第一號交響曲》、哈維格·布萊恩的《歌德交響曲》和《第四號交響曲》等。
而專為低音雙簧管而寫成的協奏曲，暫時只有 Gavin Bryars 的《東岸》（The East Coast）。

## 生產商
相比赫格管，低音雙簧管擁有更多的生產商，例如F. Lorée, Marigaux, Rigoutat, Fossati及其他。而流通量亦較前者為多。不過，低音雙簧管仍會被當為須特別訂製的樂器，而價錢通常比一支頂級的英國管還要貴。

## 外部連結
- 低音雙簧管的介紹（页面存档备份，存于）（英文）
- 有關低音雙簧管影片（页面存档备份，存于）（英文）